# Bataille d'Ilomantsi
Batailles
1941
- Carélie du Ladoga
- Isthme de Carélie
- Carélie orientale
- Silberfuchs
  - Renntier
  - Platinfuchs
  - Polarfuchs
- Kirkenes et Petsamo
- Hanko
- Bengtskär
- Porlampi

1942
- Suursaari
- Someri

1944
- Vyborg-Petrozavodsk
  - Tienhaara
  - Tali-Ihantala
  - Île de Nerva
  - Baie de Vyborg
  - Vuosalmi
  - Nietjärvi
  - Ilomantsi
  - Hokki

Campagnes de la mer Baltique
La bataille d'Ilomantsi est un affrontement de l'offensive Svir-Petrozavodsk de la guerre de Continuation. S'étant déroulée du 26 juillet au 13 août 1944, la bataille a opposé la Finlande et l'Union soviétique dans une zone d'environ 40 x 30 kilomètres, près de la frontière finno-soviétique, près du village finlandais d'Ilomantsi, en Carélie du Nord. Il s'agit de la dernière grande attaque soviétique contre les forces finlandaises et celle-ci s'est soldée par un échec.

## Ordre de bataille

### Forces finlandaises
Les forces finlandaises dans la région avant la bataille se composent uniquement de la 21e brigade sous le colonel Ekman, mais elles seront renforcées par la brigade de cavalerie et trois autres bataillons — le 3e bataillon frontalier de la brigade Jaeger et le détachement de deux bataillons P (Os. P). Toutes les forces finlandaises sont subordonnées à une formation temporaire nommée Groupe R — Groupe Raappana (« Ryhmä Raappana » en finnois) — du nom de son commandant, le célèbre général de division finlandais Erkki Raappana, chevalier de la croix de Mannerheim, chargé de vaincre les unités soviétiques en progression et de reprendre le carrefour du village de Kuolismaa.
Lors de la première poussée soviétique, la seule unité à se défendre et à la retarder est la 21e brigade finlandaise (environ 7 000 hommes). Alors que le front de l'isthme carélien est stabilisé, la brigade de cavalerie est dépêchée à Ilomantsi pour renforcer la 21e brigade, portant la force finlandaise le 31 juillet (date du début de la contre-attaque), à environ 13 000 hommes.

### Forces soviétiques
Les forces du front carélien du général Meretskov avançant vers Ilomantsi se composent de deux divisions de la 32e armée dirigées par le lieutenant-général Filipp Gorelenko — les 176e (colonel V. I. Zolotarev) et 289e (major général Tsernuha) divisions de fusiliers. Plus tard, au fur et à mesure de la progression de la bataille et l'encerclement des divisions en progression, les forces soviétiques dans la région sont renforcées par les 3e, 69e et 70e brigades d'infanterie navale et d'autres formations.
Selon les archives soviétiques, au début de l'offensive du front de Carélie le 21 juin 1944, les deux divisions soviétiques disposent d'un effectif combiné d'environ 16 000 hommes. Au moment (31 juillet) de la contre-attaque finlandaise à Ilomantsi, leurs effectifs tombent à 11 000 hommes. La 3e brigade d'infanterie navale et les 69e et 70e brigades de fusiliers marins seront amenées à soutenir les 176e et 289e divisions de fusiliers encerclées. La force d'infanterie soviétique combinée à Ilomantsi est légèrement supérieure à 20 000 hommes.

## La bataille

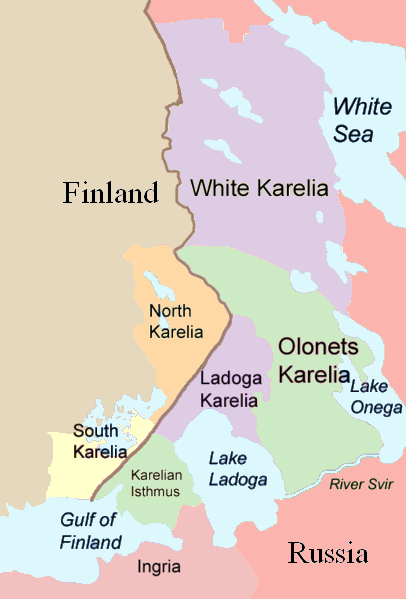
Parties de la Carélie, telles que traditionnellement divisées.

Au début, l'offensive soviétique semble être un succès puisque le 21 juillet 1944, les unités de l'Armée rouge parviennent à atteindre la frontière finno-soviétique de 1940 pour la seule fois de toute l'offensive soviétique de 1944 et, en fait, depuis 1941. Les renforts finlandais arrivent le 28 juillet et le 31 juillet, Raappana lance la contre-attaque. Déjà le 1er août, les Finlandais avaient coupé la seule route menant à la 176e division de fusiliers et le 3 août, les deux divisions soviétiques étaient encerclées alors que les forces finlandaises utilisaient des tactiques d'enveloppement (« motti » en finnois) qui s'appuyaient sur d'anciennes méthodes de guerre et celles déjà en place utilisées pendant la guerre d'Hiver (1939-1940). Les soldats de l'Erillinen Pataljoona 4 ont perturbé les lignes d'approvisionnement de l'artillerie soviétique, empêchant un appui-feu efficace.
Les Soviétiques déploient trois brigades avec un soutien blindé pour ouvrir les liaisons routières vers les divisions encerclées mais les efforts finlandais les empêchent. De nouvelles attaques distrairont suffisamment les Finlandais pour permettre aux forces soviétiques encerclées de s'échapper à travers les forêts denses en abandonnant leur équipement lourd. Compte tenu de l'élément de surprise et du nombre supérieur des Soviétiques, les troupes finlandaises gardant les divisions encerclées auront peu d'espoir de contenir les évasions organisées, en particulier dans les forêts, la plupart des Soviétiques encerclés réussiront à s'échapper de leur côté. Le dernier soldat recensé s'est échappé le 10 août.
La région d'Utrio a joué un rôle central dans le plan de défense du général Raappana. Des bataillons rapides de la brigade de cavalerie, expérimentés dans la guerre en forêt, ont traversé cette zone entre les lacs et les 176e et 289e divisions de fusiliers soviétiques attaquantes. Les batailles d'ouverture sont tombées sur le bataillon finlandais Jaeger 6. Lorsqu'il met en œuvre les encerclements de Leminaho et de la colline de Lutikkavaara, le régiment de dragons Uusimaa peut attaquer à travers Utrio et la rivière Ruukinpohja, avec le flanc du bataillon Jaeger 1.

## Résultat
Deux divisions attaquantes de l'Armée rouge sont décimées lors de ce dernier engagement majeur sur le front finlandais, avant la conclusion de l'armistice début septembre 1944.
Les historiens militaires notent que les deux divisions de l'Armée rouge ont été complètement mises en déroute après une semaine et demie de combats, laissant derrière elles plus de 3 200 soldats soviétiques morts, des milliers de blessés et de disparus, et plus de 100 pièces d'artillerie lourde, environ 100 mortiers et le reste des munitions soviétiques que les Finlandais captureront,.
Il s'agit de la neuvième victoire majeure de la défense finlandaise en quelques semaines seulement après la principale offensive soviétique contre les forces finlandaises lancée en juin 1944.

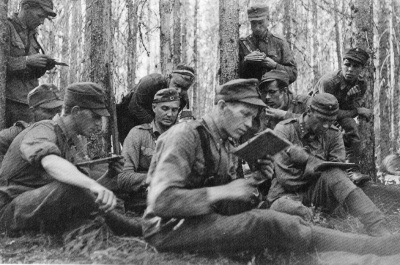
Osasto Partinen (Détachement Partinen) dans la forêt d'Ilomantsi.

Les hommes du général Raappana ont tiré en dix jours plus de 36 000 obus d'artillerie contre les forces soviétiques. L'artillerie soviétique participant à Ilomantsi n'a tirée que 10 000 obus pendant la même période. La principale raison du résultat médiocre de l'artillerie soviétique s'avérera être la tactique de perturbation finlandaise. Un détachement de guérilla finlandais dirigé par le lieutenant Heikki Nykänen chevalier de la croix de Mannerheim, a détruit un convoi soviétique de 30 camions transportant des obus d'artillerie vers le théâtre de la bataille.

## Impact
Les Finlandais ont remporté la victoire et les restes des deux divisions de l'Armée rouge ont à peine échappé à la destruction en s'échappant des encerclements.
Le président finlandais Mauno Koivisto prend la parole lors d'un séminaire organisé en août 1994, dans la ville de Joensuu, en Carélie du Nord, pour célébrer le 50e anniversaire de la victoire finlandaise dans la bataille cruciale. Le futur président de la Finlande avait été témoin de cette bataille en tant que soldat dans une compagnie de reconnaissance commandée par le héros de guerre finlandais et récipiendaire de la croix de Mannerheim, le capitaine Lauri Törni (qui servit plus tard aux États-Unis comme béret vert sous le nom de Larry Thorne :

« À l'été 1944, lorsque l'Armée rouge lance une offensive totale visant à éliminer la Finlande, les Finlandais sont « extrêmement pressés », déclare le président Koivisto, mais ils « n'ont pas capitulé ». « Nous avons réussi à stopper net l'ennemi à des points clés », déclare le président, « et dans la bataille finale à Ilomantsi, même à le repousser ». »

Dans un discours prononcé le 4 septembre 1994, à l'occasion du 50e anniversaire de la signature de l'armistice mettant fin aux hostilités finno-soviétiques, le Premier ministre finlandais Esko Aho déclare : 

« Je ne vois pas une défaite dans les batailles de l'été, mais la victoire d'une petite nation sur une grande puissance, dont les forces ont été arrêtées bien en deçà des objectifs des dirigeants soviétiques. La Finlande n'a pas été battue militairement [...] elle a préservé son autonomie et son système social démocratique. La Finlande... a gagné la paix. »